# Deutsch-dänischer Nichtangriffspakt
Der deutsch-dänische Nichtangriffspakt war ein völkerrechtliches Abkommen, das am  31. Mai 1939 zwischen dem Deutschen Reich und Dänemark  abgeschlossen wurde.
Nachdem Deutschland entgegen dem Münchner Abkommen die Rest-Tschechei besetzt hatte und das Memelgebiet nach dem deutschen Ultimatum von Litauen abgetreten und der deutsch-litauische Nichtangriffspakt abgeschlossen worden war, versuchten Frankreich, Großbritannien, Polen und die Sowjetunion dem deutschen Expansionsdrang mit Garantieerklärungen und Pakten zu begegnen. Deutschland seinerseits richtete Angebote zum Abschluss von Nichtangriffspakten an Schweden, Norwegen, Finnland, Estland, Lettland und Dänemark, um einer befürchteten Einkreisung zu entgehen und den geplanten Krieg gegen Polen lokal beschränkt zu halten.
Am 31. Mai wurde der Vertrag in Berlin unterzeichnet. In den Vertragsverhandlungen hatte Deutschland erklärt, dass der Vertrag nicht die umstrittene Grenzziehung des Versailler Vertrages zu Nordschleswig bestätige. Nach Kriegsbeginn wurden dänische Schiffe von der deutschen Marine aufgebracht, die nicht deutsche oder mit Deutschland befreundete Häfen anliefen. Deutschland erklärte, das erfolge nicht, weil man die dänische Neutralität bezweifle, sondern um aufgrund des Seekriegsrechts Zufahrten aus neutralen Ländern in Feindstaaten abzuschneiden. Am 9. April 1940 griff Deutschland das neutrale Dänemark (Operation Weserübung) zum Schutz vor einem Einmarsch der Westmächte (Operation Stratford) in Norwegen an. Die Eroberung Dänemarks bildete hierbei die strategisch-logistische Voraussetzung zur Besetzung Norwegens.